# ملعب تشوا تشو كانغ
ملعب تشوا تشو كانغ (بالملايوية: Choa Chu Kang Stadium)‏ هو ملعب كرة قدم وهو جزء من مجمع تشوا تشو كانغ للرياضة والترفيه. يقع في منطقة تشوا تشو كانغ في سنغافورة، ويتسع لـ 4,268 متفرج.

## روابط خارجية
- استاد تشاو تشو كانغ